# Y2K (estética)

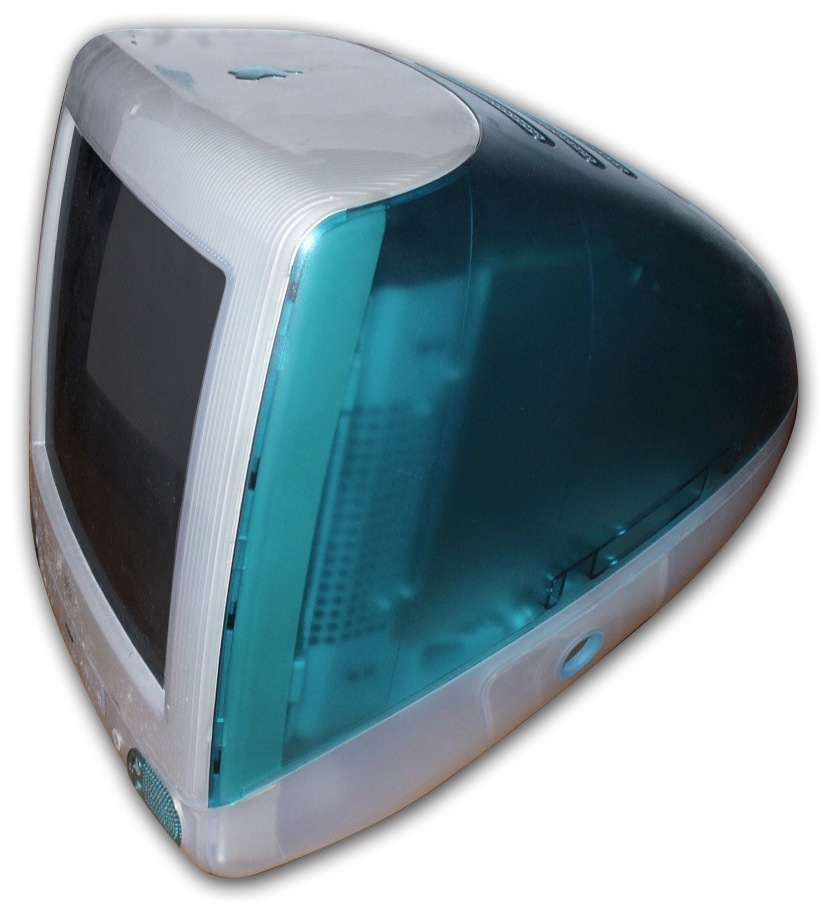
El iMac G3 de Apple, un ejemplo del diseño estilo blobject común en la estética Y2K.

Y2K es una estética de Internet basada en productos, estilos y moda de mediados de la década de 1990 y principios de la década de 2000. El nombre Y2K se deriva de una abreviatura acuñada por el programador David Eddy para el año 2000 y sus potenciales errores informáticos. La estética Y2K puede incluir materiales sintéticos o metálicos, muebles inflables e interfaces informáticas de la era de las puntocom. Es posible que el Y2K también tome prestados elementos de la estética McBling, con la que a veces se lo confunde.
Originalmente, Y2K como estética de Internet se refería retrospectivamente a un movimiento artístico retrofuturista, caracterizado por materiales metálicos, blobjects y ropa reflectante. A medida que el término "Y2K" ganó atención generalizada a lo largo de la década de 2020, este término se ha expandido desde entonces para referirse a la moda de la década de 2000 en general; la primera definición de Y2K a veces se conoce como Cybercore o Y3K en los países del este de Asia para diferenciarse de esta última.

## Orígenes
El Y2K se ha comparado con la "nowstalgia", un fenómeno en el que la cultura cambia tan rápidamente que las nuevas generaciones extrañan cosas del pasado reciente. El rápido cambio en la década de 2000 se produjo a partir de los ataques del 11 de septiembre, la guerra contra el terrorismo y los rápidos avances tecnológicos de la década, como el iPod y el iPhone. Evan Collins, fundador del Instituto de Investigación de Estética del Consumidor, creó el «Instituto de Estética Y2K», que Vice describió como «la mejor fuente de información sobre el Y2K». Además, The Designers Republic, un colectivo de diseño gráfico británico, a veces se asocia con la popularización del Y2K.

## Lectura adicional
- Alexander, Leigh (19 de mayo de 2016). «The Y2K aesthetic: who knew the look of the year 2000 would endure?». The Guardian. Consultado el 26 de septiembre de 2024.
- Brown, Maria Gemma; Carah, Nicholas; Tan, Xue Ying (Jane); Angus, Daniel; Burgess, Jean (1 de agosto de 2024). «Finding the future in digitally mediated ruin: #nostalgiacores and the algorithmic culture of digital platforms». Convergence 30 (5): 1710-1731. ISSN 1354-8565. doi:10.1177/13548565241270669.
- Cramer, Florian (15 de abril de 2024). «Speculative photography. An attempt (essay) of making visible (manifesto)». Artnodes (34). doi:10.7238/artnodes.v0i34.424946.
- Kyung-min, Pyo (19 de mayo de 2024). «Y2K aesthetics resurface as cultural mainstay in Korea». The Korea Times. Consultado el 26 de septiembre de 2024.
- Yang, Xiaochun (2023). «Retro Futurism: The Resurgence of Y2K Style in the Fashion Field». SHS Web of Conferences (EDP Sciences) 167: 02003. ISSN 2261-2424. doi:10.1051/shsconf/202316702003.